# Aloha Tower
L'Aloha Tower è un faro situato presso il porto di Honolulu, capitale delle Hawaii, negli Stati Uniti.

## Storia
Costata 160.000 dollari, cifra enorme per l'epoca, venne inaugurata l'11 settembre 1926 al molo 9 del porto di Honolulu. La sua altezza di 56 metri (a cui si aggiungevano 12 metri di bandiera) la resero per circa quattro decenni l'edificio più alto di tutte le Hawaii, mentre il suo orologio fu in passato uno dei più grandi di tutti gli Stati Uniti. Il faro poteva essere visto dal mare a una distanza di 15 miglia.
Nel periodo immediatamente successivo all'attacco di Pearl Harbor, avvenuto il 7 dicembre 1941, la marina militare statunitense spense il faro e assunse il controllo dell'intera struttura, la quale fu dipinta con colori mimetici al fine di ridurne il rilevamento.
Il 13 maggio 1976 l'Aloha Tower entrò nel registro nazionale dei luoghi storici.
Nel 1981, l'allora Governatore delle Hawaii e il locale dipartimento per gli affari, lo sviluppo economico e il turismo istituirono l'Aloha Tower Development Corporation, una società pubblica incaricata di sviluppare l'area intorno alla torre, fornendo allo stesso tempo ai residenti delle Hawaii un ampio accesso al lungomare del centro. Il progetto di rivitalizzazione commerciale della zona della torre e del porto di Honolulu continuò nel corso dei decenni a seguire.
Oggi il faro non è più attivo, tuttavia l'Aloha Tower ospita un osservatorio ed è tuttora un porto di attracco per le navi da crociera.